# Hana Bartošová

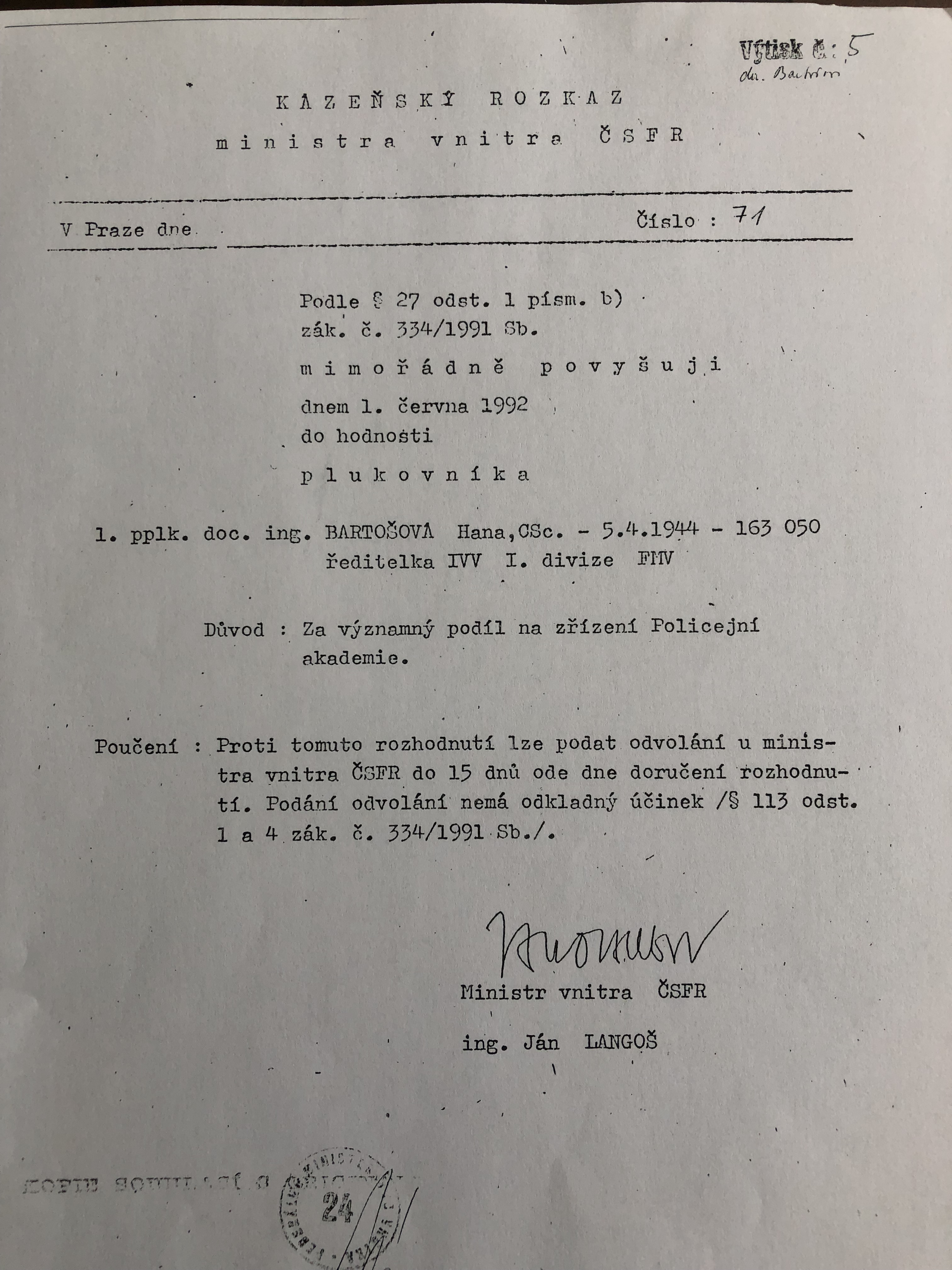
Kázeňský rozkaz ministra vnitra ČSFR dokládající významný podíl Hany Bartošové na zřízení Policejní akademie

Hana Bartošová (* 5. dubna 1944 Pardubice) je vysokoškolská pedagožka v oboru bezpečnostní management, garant projektu na zřízení Policejní akademie se sídlem v Praze[zdroj?], mezi lety 1998–2004 rektorka Policejní akademie ČR v Praze a mezi lety 2012–2015 rektorka tehdejší Vysoké školy regionálního rozvoje.

## Studijní a profesní život
Vystudovala Národohospodářskou fakultu Vysoké školy ekonomické v Praze, obor Mechanizace a automatizace řídících prací, na který byla vyslána jako  stipendistka podniku Synthesia Pardubice – Semtín (1968). Po absolvování vysoké školy pracovala jako analytička – programátorka na projektech  automatizace řídících prací v chemickém průmyslu, v 80. letech, po přestěhování do Prahy, pokračovala v původní profesi na Správě vývoje automatizace Federálního ministerstva vnitra (FMV).[zdroj?]
V tomto období začala i svoji pedagogickou dráhu přednáškami na Kriminalistickém ústavu Právnické fakulty UK v Praze, který zajišťoval vysokoškolské vzdělávání příslušníků MV, později působila jako odborný asistent v resortní vysoké škole v působnosti  FMV. V 90. letech, z pozice ředitelky Institutu pro výchovu a vzdělávání FMV, byla pověřena ministrem vnitra ČSFR Jánem Langošem zpracovat a řídit projekt  akreditace bakalářského studia v oboru bezpečnostní služby a připravit vládní návrh zákona o policejních vysokých školách a o zřízení Policejní akademie jako součásti systému ostatních vysokých škol a fakult v ČSFR (Policejní akademie se sídlem v Praze) (1991–1992).
Tímto úspěšným životním projektem má Hana Bartošová významný a nezpochybnitelný podíl nejen na zrodu Policejní akademie se sídlem v Praze (1992), (podle dalších navazujících zákonů je název modifikován, Policejní akademie ČR (1993), Policejní akademie ČR v Praze (1998)), ale nelze přehlédnout i její zásluhy na dalším rozvoji této vysoké školy na pozici pedagožky, vedoucí katedry, prorektorky a rektorky. Rektorský úřad zastávala dvě volební období, v letech 1998–2001 a 2001–2004. Byla vizionářkou, která svými manažerskými schopnostmi a  zájmem o rozvoj vědy a výuky navrhla a realizovala strategii akreditací nových studijních programů a oborů s cílem získat pro školu statut univerzity. V roce 2003, pod jejím vedením, se Policejní akademie ČR  v Praze stala vysokou školou univerzitního typu ve smyslu zákona č. 111/1998 Sb., o vysokých školách.
Od roku 2006 do současnosti pokračuje Hana Bartošová v manažerských a pedagogických akademických pozicích v oblasti bezpečnosti v nově otevřených studijních programech soukromého vysokého školství.

## Osobní život
Provdána za Ing. Václava Bartoše, jaderný chemik (+ 25. 5. 2018), má dvě děti, dceru Ing. Gabrielu Bartošovou (statutární auditor, daňový poradce, znalec v oboru ekonomika) a syna Ing. Mgr. Jana Bartoše (zaměstnán jako controller manažer v automobilovém průmyslu). Vnučka legionáře Josefa Truksy, (Čs. legie v Rusku).

## Akademické a vědecké hodnosti, čestný doktorát
- Ing. – 1968 – Národohospodářská fakulta VŠE, akademický titul
- CSc. – 1978 – Ekonomické vědy, obor Teorie řízení a plánování
- doc. – 1989 – Teorie řízení a plánování
- dr. h. c. – 2017 – Bezpečnostní management a kriminalistika udělený PA ČR v Praze

## Publikační činnost
- BARTOŠOVÁ, H. PROCHÁZKOVÁ, D., (2022) Science on Safety and Security Is Interdisciplinary and Multidisciplinary Discipline. In: (eds) Trends and Future Directions in Security and Emergency Management. Lecture Notes in Networks and Systems, vol 257. P. 3-28. Springer, Cham. eBook ISBN 978-3-030-88907-4. Print ISBN 978-3-030-88906-7. https://doi.org/10.1007/978-3-030-88907-4_1
- BARTOŠOVÁ, H. PROCHÁZKOVÁ, D. (2022) Concept of Science on Safety and Security. In: Tušer I., Hošková-Mayerová Š. (eds) Trends and Future Directions in Security and Emergency Management. Lecture Notes in Networks and Systems, vol 257. P. 29-52. Springer, Cham. eBook ISBN 978-3-030-88907-4. Print ISBN 978-3-030-88906-7. https://doi.org/10.1007/978-3-030-88907-4_2
- BARTOŠOVÁ, H. Systemmanagement der Sicherheitsrisiken. Kriminalistik. Unabhängige Zeitschrift für die kriminalistische Wissenschaft und Praxis 8-9/2020. 74. Jahrgang 2020. Verlagsgruppe Hüthig Jehle Rehm GmbH. ISSN 0023-4699.
- BARTOŠOVÁ, H. Systém řízení bezpečnosti, metody a nástroje pro efektivní řízení. In: ROMŽA, S.;BRUNA, E.et al. Hodnoty trestného práva, kriminalistiky, kriminológie, forenzných a bezpečnostných vied v teórii a praxi.  Plzeň: Vydavatelství a nakladatelství Aleš Čeněk, 2020. s. 736 – 752. ISBN 978-80-7380-829-7.
- BARTOŠOVÁ, H. Vnitřní bezpečnost. In: PORADA, V. et al. Bezpečnostní vědy. Plzeň: Vydavatelství a nakladatelství Aleš Čeněk, 2019. s. 51 – 74. ISBN 978-80-7380-758-0.
- BARTOŠOVÁ, H. Konstruktivně metodické prostředky systémového řízení vnitřní bezpečnosti. Brno: Právo a bezpečnost. 2018. Roč. III. 3/2018. s. 137-144. ISSN 2336-5323.
- BARTOŠOVÁ, H. Informatické a znalostní aspekty bezpečnostního managementu a jejich reflexe ve vysokoškolském studiu bezpečnostních oborů. In Tradície a dynamika vývoja manažmentu a informatiky z pohľadu univerzít s bezpečnostným zameraním. Bratislava: APZ, 2018. ISBN 978-80-8054-767-7.  EAN 978808054767.
- BARTOŠOVÁ, H.; SVOBODA, I. Manažerské a právní aspekty bezpečnosti a ochrany osobních údajů. Vedecké štúdie. Notitiae iudiciales Academiae collegii aedilium in Bratislava. Bratislava: APZ, 2/2017. ISSN 2453-6954.
- BARTOŠOVÁ, H. Implementace obecného nařízení na ochranu osobních údajů (GDPR) – manažerský přístup založený na riziku. In Řízení rizik procesů spojených s technickými díly.  s. 235 – 242. Praha : ČVUT-FD, 2017. ISBN 978-80-01-06351-4.
- BARTOŠOVÁ, H. Bezpečnost měst a obcí jako součást jejich řízení a rozvoje. In Regionální rozvoj mezi teorií a praxí 3/2016. Hradec Králové, 2016. Dostupné z http: http://www.regionalnirozvoj.eu/201603/bezpecnost-mest-obci-jako-soucast-jejich-rizeni-rozvoje-zavery-regionalni-konference-osn. ISSN 1805-3246.
- BARTOŠOVÁ, H. Quality management in area of academic preparation of security experts.  In Security – the Key Requirement of the Present: Selected Issues of Security Science. Bratislava, 2016. ISBN 978-80-8054-675-5.
- BARTOŠOVÁ, H. Wie ist die Realisierung der Strategie zur inneren Sicherheit  der Europäischen Union zu schaffen. Ist die Polizeiorganisation wie eine Firma zu leiten? Kriminalistik. 5/2014. 68. Jahrgang 2014. Verlagsgruppe Hüthig Jehle Rehm GmbH. ISSN 0023-4699.
- BARTOŠOVÁ, H., BARTOŠ, J. Bezpečnostní management jako integrální součást rozvoje regionů.  In Policajná teória a prax.  Police Theory and Practice. Recenzovaný časopis pro otázky bezpečnostních věd. 2014, ročník XXII, č. 1, s. 48 – 57. ISSN 1335-1370
- BARTOŠOVÁ, H. Rozvojová strategie založená na inteligentní specializaci. Proč je efektivní řízení projektů důležité? In Regionální politika na prahu nového programovacího období. Sborník příspěvků z mezinárodní konference pořádané Civitas per populi 29. 5. 2014. Pardubice, 2014. Dostupné z http://www.regionalnirozvoj.eu/vydani/2014mimoradne-cislo. ISSN 1805-3246
- BARTOŠOVÁ, H., BARTOŠ, J. Bezpečnostní dimenze regionálního rozvoje . In Regionální rozvoj mezi teorií a praxí No.2/2013 na téma Faktory a limity regionálního rozvoje, 8 s. [online], dostupné z http://www.regionalnirozvoj.eu/2013_2/bezpecnostni-dimeze, ISSN 1805-3246
- BARTOŠOVÁ, H.; BARTOŠ, J. Bezpečnostní strategie a její realizace – systémové a manažerské aspekty. Systémové vazby v procesech zajišťování bezpečnosti. In Bezpečná Evropa 2013. Sborník příspěvků z 6. ročníku mezinárodní vědecké konference.  Karlovy Vary, 2013. s. 10 – 18. ISBN 978-80-87236-20-8